# Михайлівська церква і дзвіниця (с.Западинці)
Михайлівська церква і дзвіниця — дерев'яна церква з дерев'яною дзвіницею розташована в селі Западинці Хмельницького району Хмельницької області, Меджибізька ТГ . Належить до ПЦУ.

## Історія
Деревяний трикупольний храм побудований у 1733 році на кошти прихожан і освячений на честь Св. Архістратига Михаїла.
У 1854 році церква піднята на кам'яний фундамент, прибудована ризниця і збудована дзвіниця. Дзвіниця — двоярусна, квадратова в плані, увінчана високим шатром з маківкою. З 1865 р. діяла церковно-приходська школа. У 1885 р. до церкви добудували два приділи і змайстрували новий чотирьохярусний іконостас. Вівтар храму гранчастий.
В 1935 році церкву закрили. Приміщення храму використовували як склад для зберігання зерна.
В 1941 році віруючі села Западинці відремонтували і заново освятили храм. З того часу в храмі постійно відбуваються богослужіння. В середині 80-х років в храмі зроблений ремонт з новим покриттям куполів. В інтер'єрі зберігся настінний живопис XVIII-ХХ ст., а також іконостас XVIII ст. 

## Архітектура
Апсида п'ятигранна. У просторі інтер'єру низькі бічні обсяги повідомляються з нефом через прямокутні отвори-вирізи. Перекриття бабинця і апсиди зашиті дошками, обсяг середокрестя - вісімик на четверику - відкритий вгору дощенту главки.

## Галерея

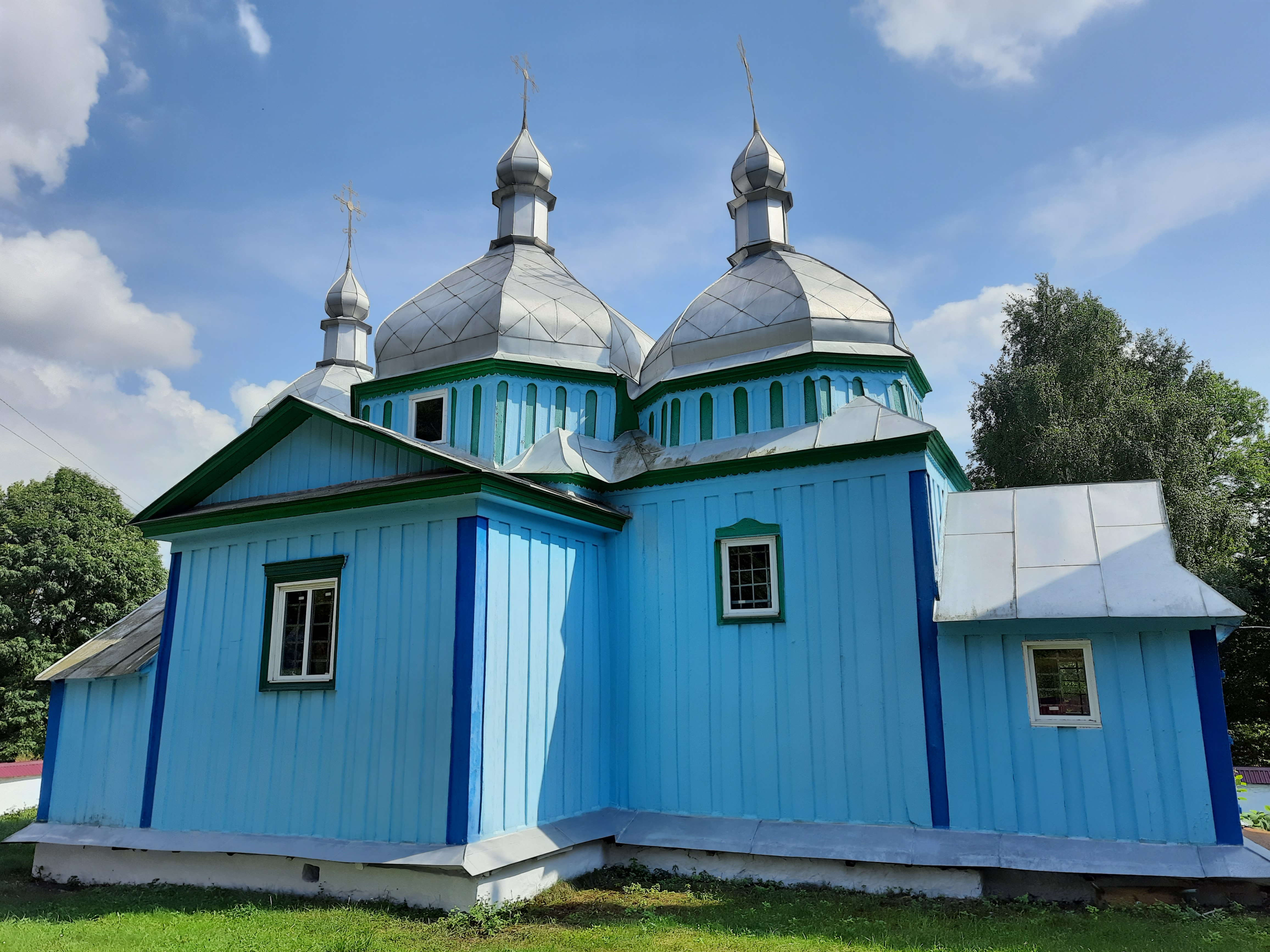
Михайлівська церква 1733р.
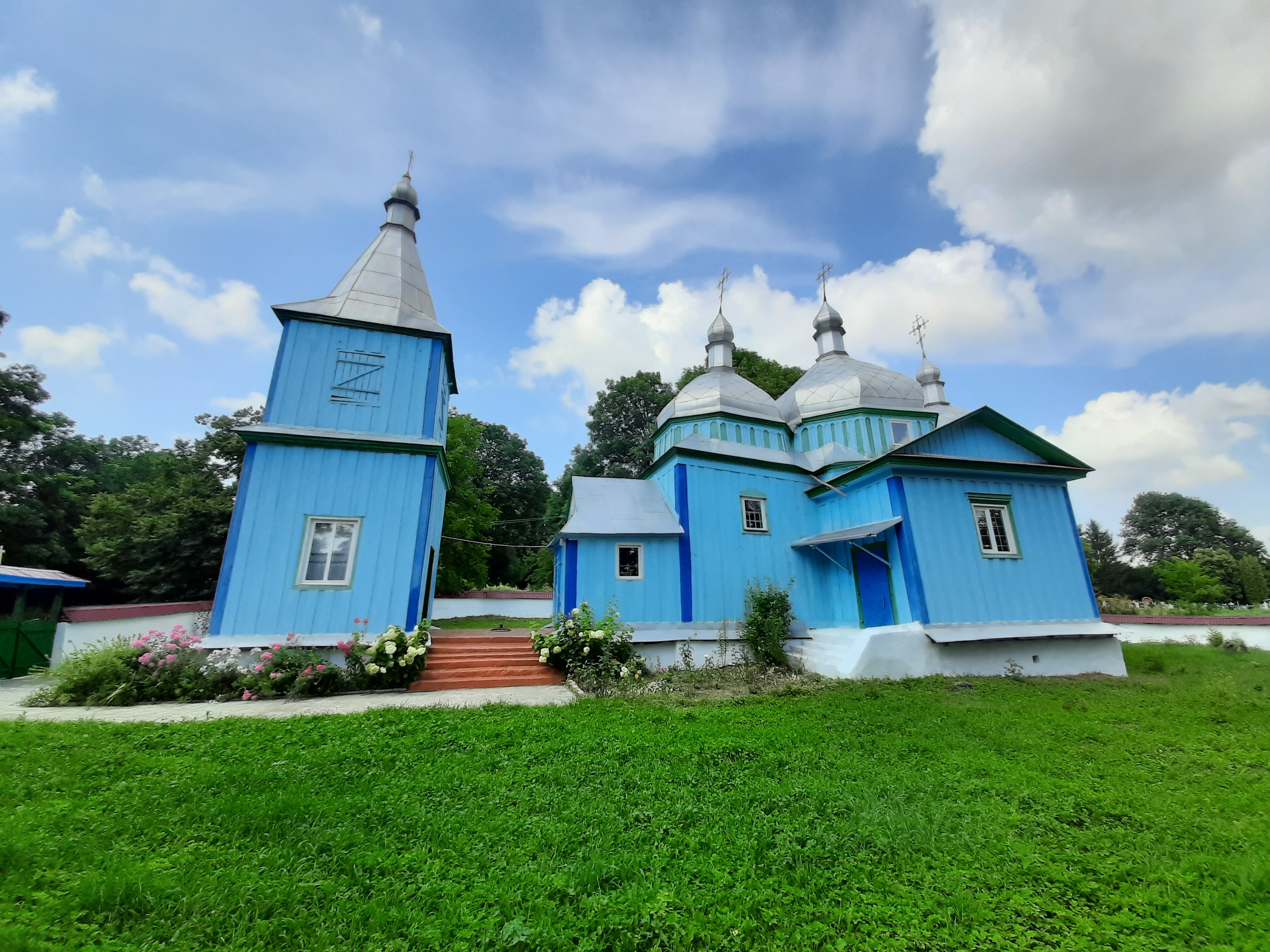
Михайлівська церква 1733р.
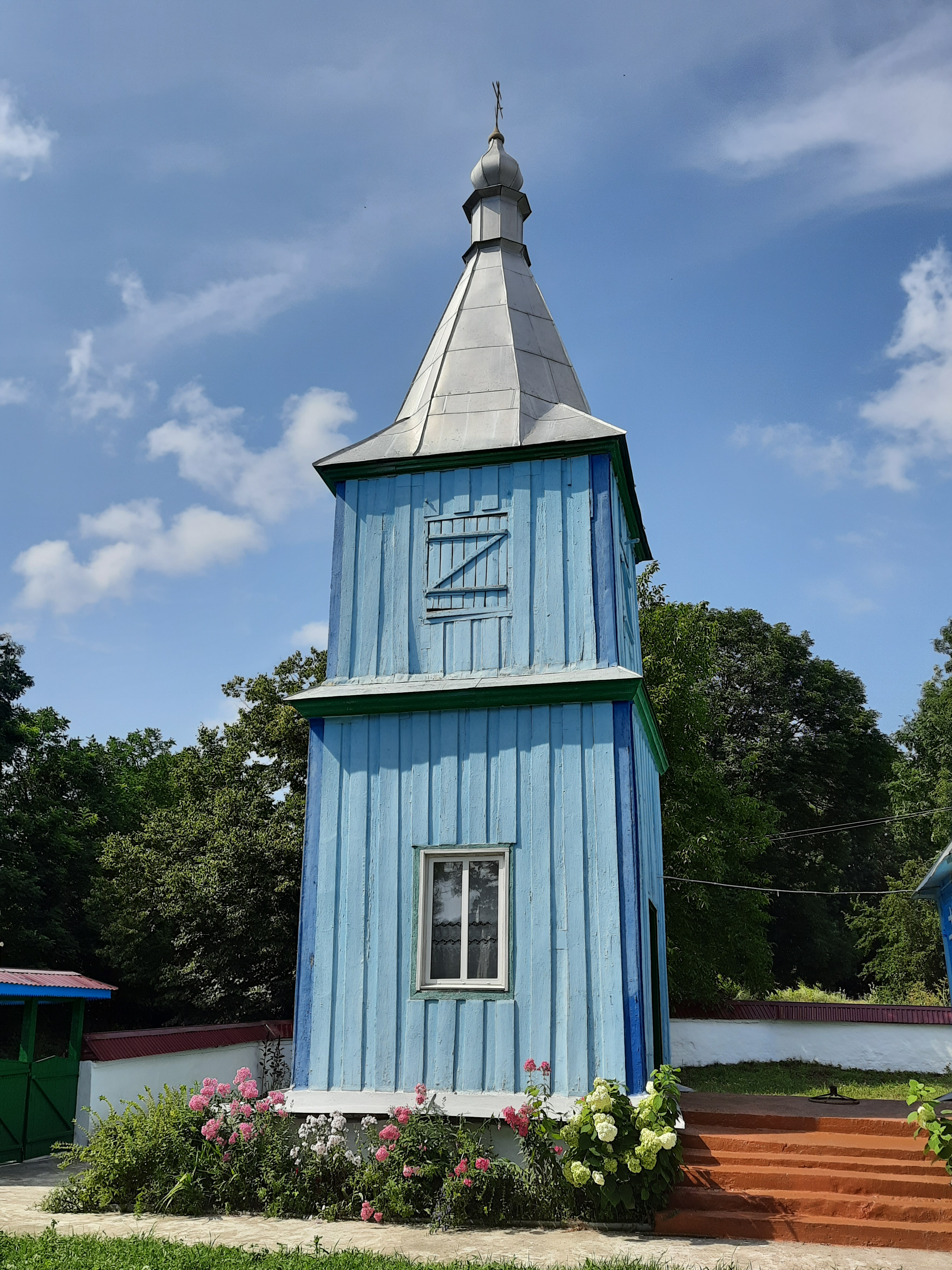
Дзвіниця Михайлівської церкви